# Отдельная гвардейская кавалерийская бригада
Отдельная гвардейская кавалерийская бригада (огв. кавбр) — гвардейское кавалерийское соединение в составе Русской императорской армии.
Штаб-квартира бригады: Варшава. Входила в 23-й армейский корпус, III-й конный корпус.

## История бригады

### Формирование
За время существования именовалась:
- 1865—1868 — Кавалерийская бригада Гвардейского Варшавского отряда
- 1868—1873 — Гвардейская кавалерийская бригада
- 1873—1897 — 3-я бригада 2-й гвардейской кавалерийской дивизии
- 21 октября 1897 бригада, располагавшаяся в Варшаве, была выделена из состава 2-й гв. кав. дивизии и включена в состав Сводной кавалерийской дивизии[1]. Далее существовала в качестве Отдельной гвардейской кавалерийской бригады.
- 1897—1915 — Отдельная гвардейская кавалерийская бригада
- 1915—1916 — 1-я бригада Сводной кавалерийской дивизии
- 04—06.1916 — 1-я бригада Сводной гвардейской кавалерийской дивизии
- 1916—1918 — 1-я бригада 3-й гвардейской кавалерийской дивизии

### Боевые действия
На этапе стратегического развертывания бригада вступила в первые столкновения с противником 3 — 4 августа 1914 года.
Соединение активно участвовало в Заднестровской операции 26 апреля — 2 мая 1915 года.

## Состав бригады
- лейб-гвардии Уланский Его Величества полк
- лейб-гвардии Гродненский гусарский полк
- 3-я батарея лейб-гвардии Конной Артиллерии

## Командование бригады

### Начальники бригады
- 08.05.1866 — 22.11.1868 — генерал-майор Свиты Е. И. В. (с 20.05.1868 генерал-лейтенант) граф Крейц, Пётр Киприанович
- 22.11.1868 — 17.03.1872 — генерал-майор (с 28.03.1871 генерал-лейтенант) Крылов, Евгений Тимофеевич
- 17.03.1872 — 02.10.1873 — генерал-майор Свиты граф Олсуфьев, Алексей Васильевич
- 21.10.1897 — 26.01.1899 — генерал-майор Зандер, Оскар Яковлевич
- 10.02.1899 — 26.01.1904 — генерал-майор барон Бистром, Александр Николаевич
- 09.06.1907 — 22.12.1910 — генерал-майор Шарпантье, Клаас-Густав-Роберт Робертович
- 22.12.1910 — 18.02.1912 — генерал-майор Свиты Фельдман, Эспер Александрович
- 03.03.1912 — 15.11.1913 — генерал-майор Свиты Рооп, Владимир Христофорович
- 24.12.1913 — 24.06.1915 — генерал-майор Свиты барон Маннергейм, Карл-Густав-Эмиль Карлович